# Wikipedia tiếng Nga
Wikipedia tiếng Nga (tiếng Nga: Русская Википедия) là phiên bản tiếng Nga của Wikipedia. Nó đã có hơn 2.055.088 bài viết. Phiên bản này được thành lập vào ngày 11 tháng 5 năm 2001. Tháng 5 năm 2008, nó đã trở thành Wikipedia lớn thứ 10 tính theo kích cỡ và trong tháng 2 năm 2011 xếp hạng 8. Nó đã vượt qua 750.000 bài viết trong tháng 8 năm 2011. Ngày 20 tháng 9 năm 2011, Wikipedia tiếng Nga đã vượt qua Wikipedia tiếng Nhật về số lượng bài viết và xếp thứ 7. Tính đến 11/7/2012, Wikipedia tiếng Nga xếp thứ 8.
Wikipedia tiếng Nga là Wikipedia lớn thứ hai viết bằng một ngôn ngữ Slavic sau Wikipedia tiếng Ba Lan, mặc dù Wikipedia Nga vượt qua tám lần bởi các tham số của chiều sâu. Ngoài ra, Wikipedia tiếng Nga là Wikipedia lớn nhất trong bảng chữ cái Cyrillic. 